# Dansk Melodi Grand Prix 2012
La quarantaduesima edizione del Dansk Melodi Grand Prix si è tenuta il 21 gennaio 2012 presso il Gigantium di Aalborg, in Danimarca, e ha selezionato il rappresentante del regno scandinavo all'Eurovision Song Contest 2012 di Baku.
La vincitrice è stata Soluna Samay con Should've Known Better.

## Organizzazione
Il 15 maggio 2011, l'emittente danese Danmarks Radio (DR) ha confermato la partecipazione all'Eurovision Song Contest 2012, ospitato dalla capitale azera, Baku.
Il 10 agosto 2011 è stato annunciato che la selezione sarebbe stata nuovamente ospitata da Gigantium di Aalborg, nello Jutland (che aveva già ospitato le edizioni 2006 e 2010), mentre il 29 novembre sono stati annunciati i nomi dei due presentatori: Louise Wolff e Emil Thorup.

### Format
Lo show, contrariamente alle precedenti edizioni, è stato suddiviso in una finale, nella quale si sono esibiti i 9 partecipanti, e la superfinale, raggiunta dai primi 3 classificati della finale. Nella finale il punteggio è stato decretato dal televoto e dalla giuria nazionale danese, mentre nella superfinale alla giuria e al televoto danese si sono affiancate 4 giurie nazionali provenienti da Azerbaigian, Germania, Norvegia e Russia.
I punteggi della finale non sono stati divulgati contrariamente a quelli della superfinale.

#### Giurie
La giuria danese è stata composta da:
- Kenneth Bager, DJ, musicista e produttore discografico;
- Laust Sonne, batterista;
- Charlotte Fenger, cantante, chitarrista e paroliera;
- Freja Loeb, cantante;
- Lars Trillingsgaard, direttore musicale di DR P3.

Le altre giurie sono state composte da:
- Azerbaigian: Nigar Camal, Eldar Qasımov, İsa Məlikov, Dilarə Kazımova e Aysel Teymurzadə;
- Germania: Oceana Mahlmann, Rüdiger Brans, Peter Bergener, Roger Cicero e Mike Rötgens;
- Norvegia: Alexander Rybak, Venke Knutson, Omer Bhatti, Kjell Peter Askersrud e Bjørn Johan Muri;
- Russia: Aleksej Vorob'ëv, Lera Masskva, Jurij Medjanik, Anna Kulikova e Mario Durand.

## Partecipanti
La lista dei 9 partecipanti è stata annunciata il 5 gennaio 2012.
Il 9 gennaio 2012, il brano Nowhere di VALEN:TINE è stato squalificato poiché non rispettava le regole per la partecipazione all'Eurovision Song Contest.
| Artista                           | Brano                  | Lingua  | Compositori                                             |
| --------------------------------- | ---------------------- | ------- | ------------------------------------------------------- |
| Aya                               | Best Thing I Got       | Inglese | John Gordon, Julie Frost                                |
| Christian Brøns & Patrik Isaksson | Venter                 | Danese  | Christian Brøns Petersen, Patrik Isaksson, Rune Braager |
| Ditte Marie                       | Overflow               | Inglese | Mike Eriksson, Johnny Sanchez, Hanif Sabzevari          |
| Emilia & Philip                   | Baby, Love Me          | Inglese | Philip Hallounm, Joannaemilia Kärkkäinen                |
| Jesper Nohrstedt                  | Take Our Hearts        | Inglese | Mads B.B. Krog, Engelina Larsen, Morten Hampenberg      |
| Karen Viuff                       | Universe               | Inglese | Simon Borch, Lise Cabble, Boe Larsen                    |
| Kenneth Potempa                   | Reach for the Sky      | Inglese | Peter Bjørnskov, Lene Dissing, Sune Haansbæk            |
| Soluna Samay                      | Should've Known Better | Inglese | Chief 1, Remee, Isam B                                  |
| Suriya                            | Forever I Be Young     | Inglese | Jakob Winge, Thomas Hoffmann, Suriyatim Hoffmann        |
| VALEN:TINE                        | Nowhere                | Inglese | Tine Lynggaard, Søren Itenov, Christoffer Stjerne       |

## Finale
Si sono esibiti come interval acts i vincitori dell'edizione precedente, gli A Friend in London, che con Howie Dorough hanno cantato la loro New Tomorrow, e Alexander Rybak (Norvegia 2009), che ha invece cantato diverse canzoni partecipanti all'Eurovision Song Contest, inclusa la sua Fairytale.
| # | Artista                           | Brano                  |
| - | --------------------------------- | ---------------------- |
| 1 | Jesper Nohrstedt                  | Take Our Hearts        |
| 2 | Aya                               | Nowhere                |
| 3 | Kenneth Potempa                   | Reach for the Sky      |
| 4 | Ditte Marie                       | Overflow               |
| 5 | Emilia & Philip                   | Baby, Love Me          |
| 6 | Suriya                            | Forever I Be Young     |
| 7 | Karen Viuff                       | Universe               |
| 8 | Soluna Samay                      | Should've Known Better |
| 9 | Christian Brøns & Patrik Isaksson | Venter                 |

### Superfinale
| Artista                           | Titolo                 | Punteggio | Punteggio | Punteggio | Posizione |
| Artista                           | Titolo                 | Giurie    | Televoto  | Totale    | Posizione |
| --------------------------------- | ---------------------- | --------- | --------- | --------- | --------- |
| Jesper Nohrstedt                  | Take Our Hearts        | 56        | 46        | 102       | 2         |
| Soluna Samay                      | Should've Known Better | 54        | 56        | 110       | 1         |
| Christian Brøns & Patrik Isaksson | Venter                 | 40        | 48        | 88        | 3         |

## All'Eurovision Song Contest
La Danimarca si è esibita 13ª nella prima semifinale, classificandosi 9ª con 63 punti e avanzando verso la finale, dove, esibendosi 15ª, si è classificata 23ª con 21 punti.

### Giuria e commentatori
La giuria danese per l'Eurovision Song Contest 2012 è stata composta da:
- Birthe Kjær, cantante;
- Bryan Rice, cantante;
- Yanne Friis, cantante;
- Kenneth Bager, DJ, musicista e produttore discografico;
- Laust Sonne, batterista.

L'evento è stato trasmesso integralmente su DR1 con il commento di Ole Tøpholm. La portavoce dei voti danesi in finale è stata Louise Wolff.

### Voto

#### Punti assegnati alla Danimarca
| Punteggio (63) | Punteggio (63)       | Punteggio (63)                   | Punteggio (63) | Punteggio (63)      |
| 12             | 10                   | 8                                | 7              | 6                   |
| -------------- | -------------------- | -------------------------------- | -------------- | ------------------- |
|                | - Svizzera           | - Finlandia - Islanda - Lettonia | - Irlanda      | - Italia            |
| 5              | 4                    | 3                                | 2              | 1                   |
|                | - Cipro - San Marino | - Romania - Russia               |                | - Grecia - Ungheria |

| Punteggio (21)                   | Punteggio (21) | Punteggio (21) | Punteggio (21)                | Punteggio (21) |
| 12                               | 10             | 8              | 7                             | 6              |
| -------------------------------- | -------------- | -------------- | ----------------------------- | -------------- |
|                                  |                |                |                               |                |
| 5                                | 4              | 3              | 2                             | 1              |
| - Finlandia - Germania - Islanda |                |                | - Estonia - Italia - Norvegia |                |

#### Punti assegnati dalla Danimarca
| Punti | Paese     |
| ----- | --------- |
| 12    | Russia    |
| 10    | Islanda   |
| 8     | Finlandia |
| 7     | Albania   |
| 6     | Moldavia  |
| 5     | Ungheria  |
| 4     | Grecia    |
| 3     | Israele   |
| 2     | Irlanda   |
| 1     | Romania   |

| Punti | Paese    |
| ----- | -------- |
| 12    | Svezia   |
| 10    | Germania |
| 8     | Russia   |
| 7     | Moldavia |
| 6     | Islanda  |
| 5     | Albania  |
| 4     | Irlanda  |
| 3     | Italia   |
| 2     | Turchia  |
| 1     | Romania  |